# Montejurra
Montejurra (Jurramendi in basco) è una montagna alta 1042 metri situata nel nord della penisola iberica, nei Prepirenei, in Navarra.
Il monte mantiene un alto valore simbolico ed è conosciuto dai carlisti come sacro monte della comunione tradizionalista.

## Geografia

### Altezza, topografia e geologia

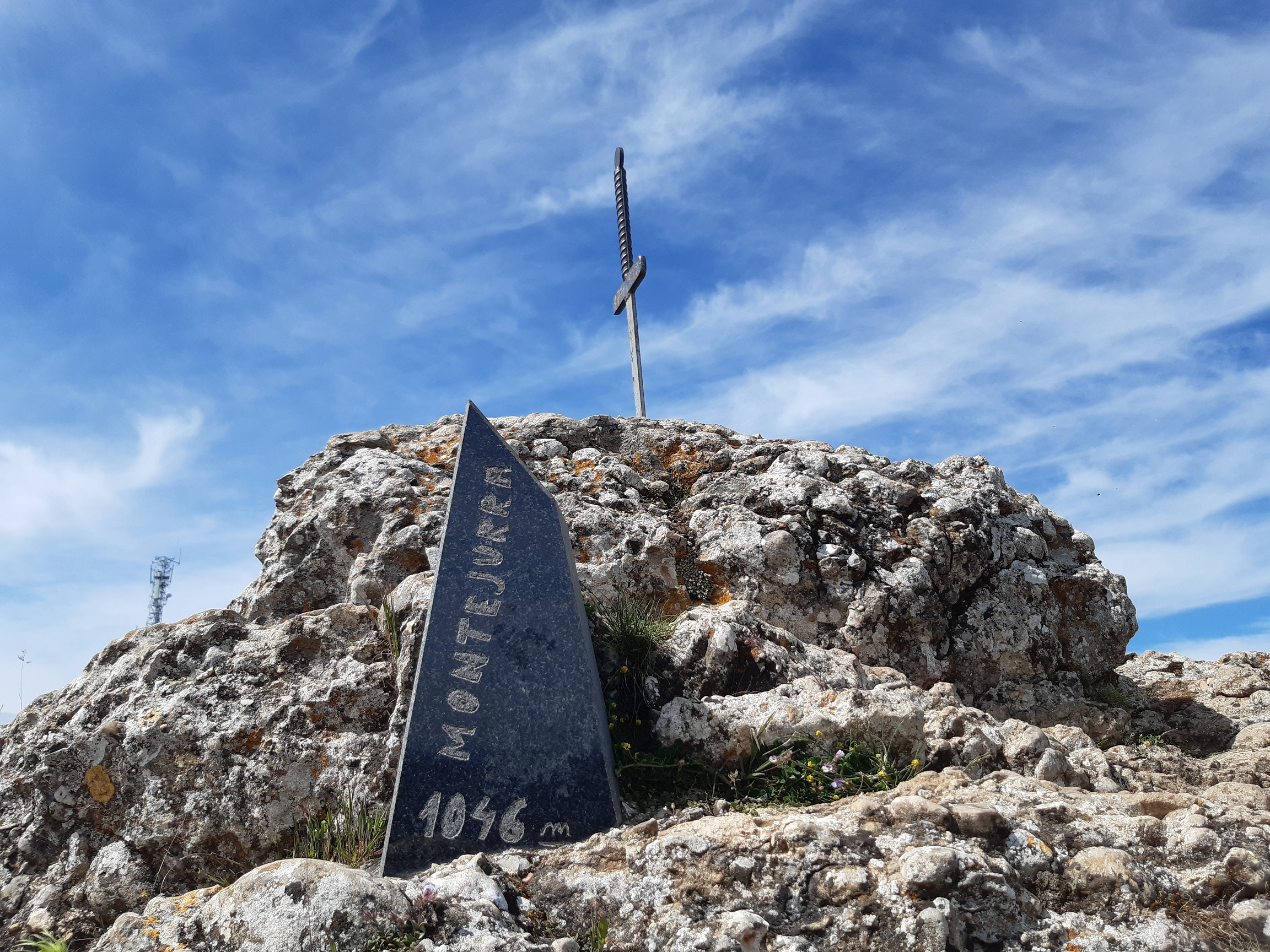
Due delle tre cime del monte

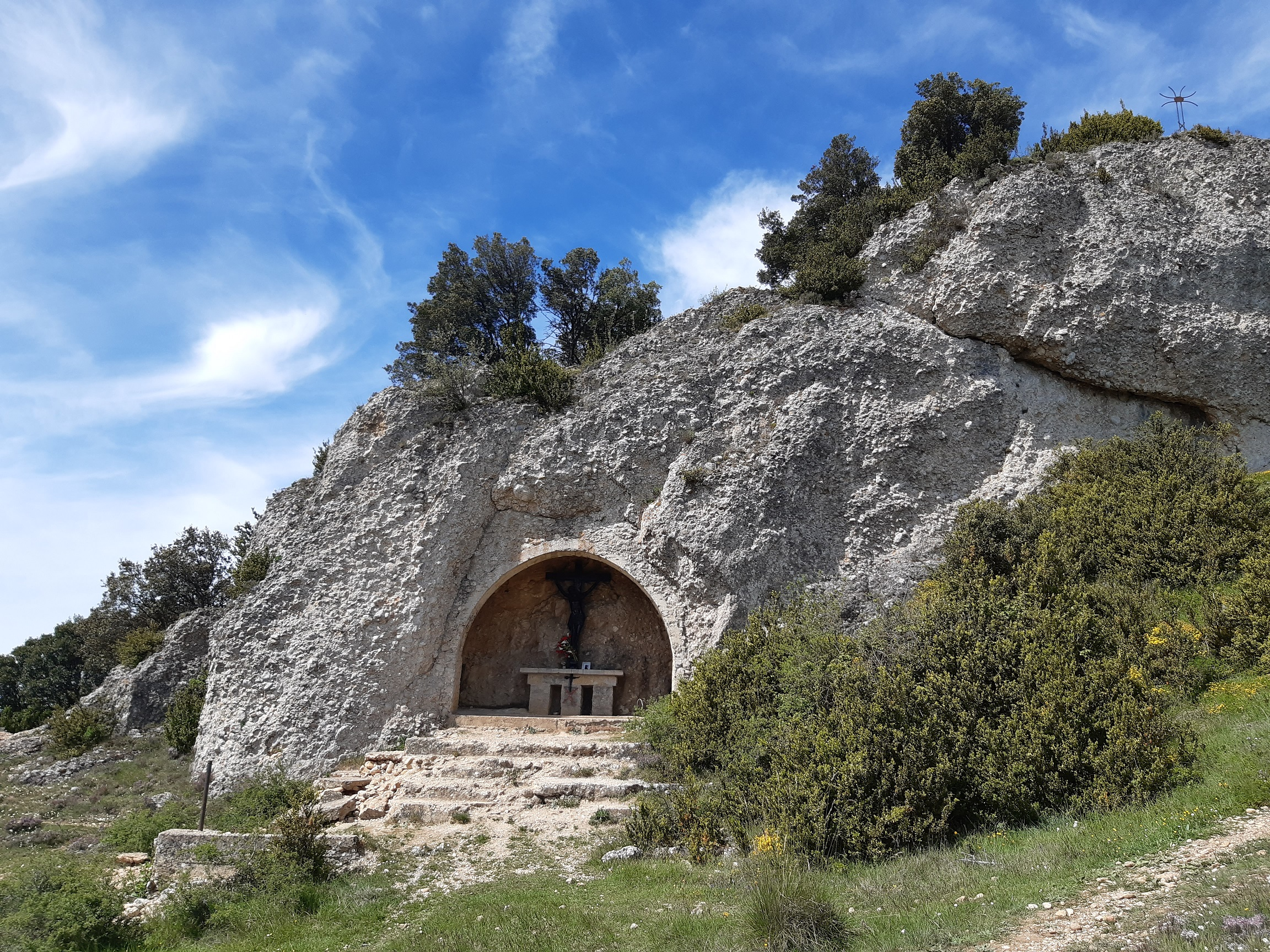
La grotta con l'altare poco sotto la cima

Situato ai primi contrafforti dei Prepirenei navarresi, in Spagna, sorge tra le valli di La Solana, San Esteban de La Solana e Condado de Lerín, vicino alla città di Estella.
Dalla vetta di questa cima isolata si gode di una vista eccellente sul distretto di Estella e sulle montagne adiacenti di Urbasa, Andía e Lóquiz.
Il monte si compone di 3 cime: 1042 m la settentrionale, 1044 m la cima meridionale che, pur essendo più bassa di quella centrale (1047 m) è di forma più appiattita. Tale particolarità, unitamente all'isolamento del monte, ha fatto sì che fosse realizzata una stazione con antenna TV.
Presso il lato nord si apre una grotta nei pressi della quale fu eretto il crocifisso e l'altare presso cui si svolge la messa durante i raduni.
Sono cinque i comuni nei quali è presente il monte: Aberin, Ayegui, Dicastillo, Estella e Iguzkiza.

### Flora e fauna
I lati si presentano boscosi composti principalmente da pini silvestri e larici.

## Storia

### Medioevo

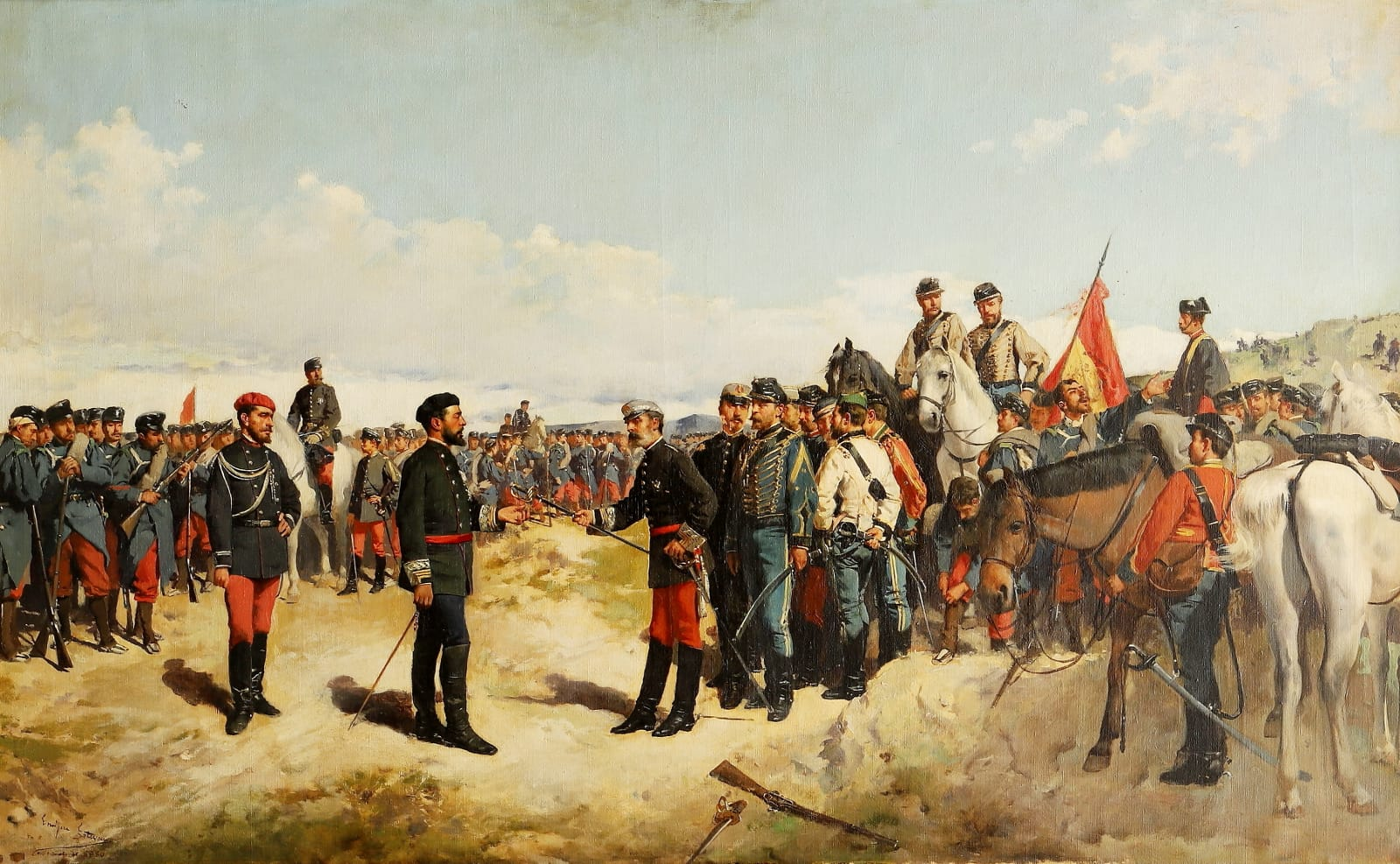
Il gen. carlista Carlos Calderón a Montejurra

Durante il medioevo il monte ha ricevuto anche i nomi poi caduti in disuso di Jeto, Xurra o Surra.

### XIX secolo
Nel novembre 1835 ai piedi del monte, tra il carlista Antonio García e il governativo Fernandez de Cordoba, viene combattuta una battaglia della prima guerra carlista, vinta dai carlisti, che recuperarono Estella.
Nella terza guerra carlista fu difeso il 7, 8 e 9 novembre dai carlisti contro forze superiori e la resa arrivò solo dopo una battaglia cominciata il 18 febbraio 1876 decretando la fine della guerra e la sconfitta carlista sancita definitivamente dalla presa di Estella il 28 febbraio.
Le battaglie occupano un ruolo di primo piano nell'immaginario carlista.
Questo evento, unitamente alla vittoria della guerra civile spagnola (1936-1939) - termine improprio in quanto i carlisti la considerano una crociata - sarà all'origine delle celebrazioni del secolo successivo.

### XX secolo

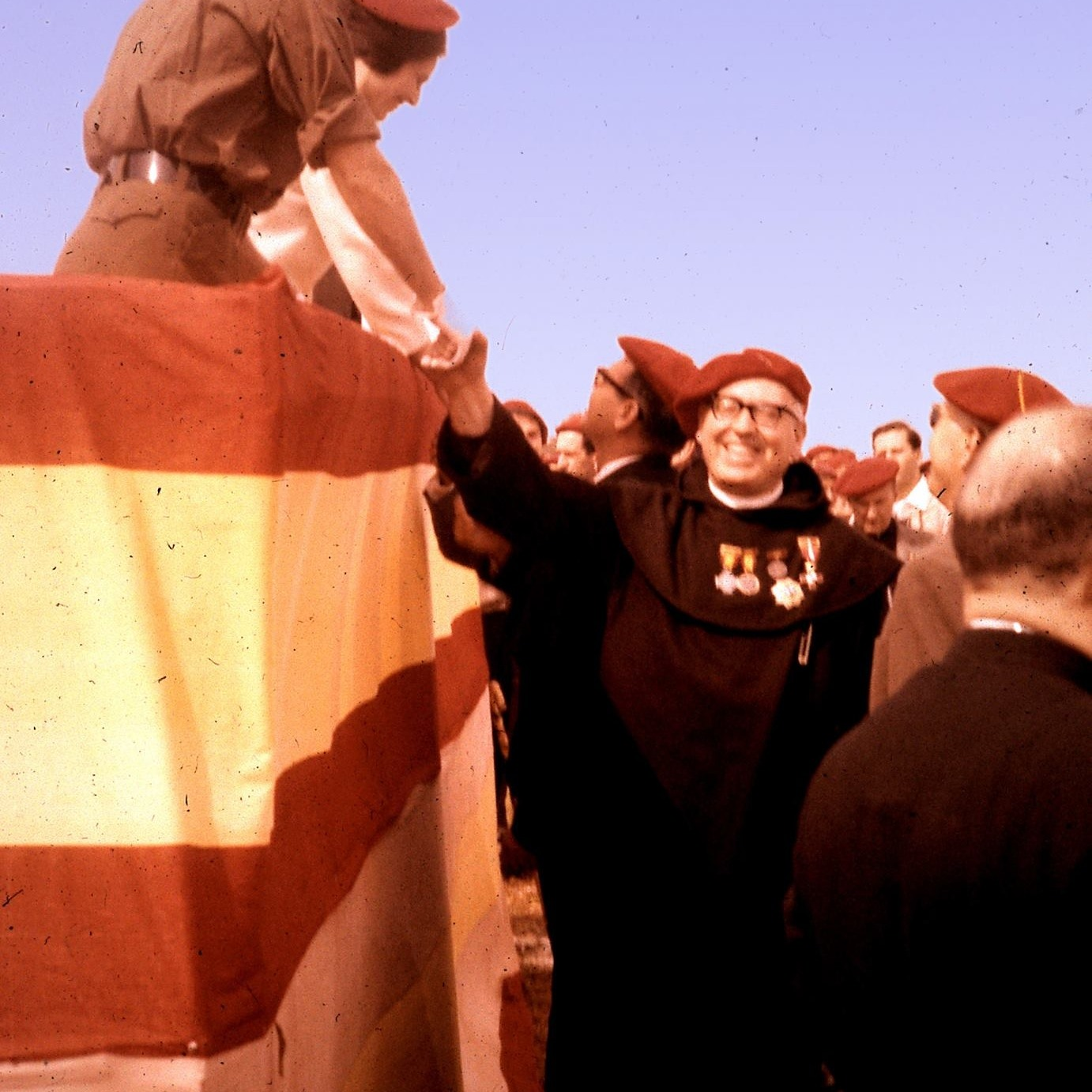
Maria Teresa di Borbone-Parma e un prete carlista al raduno negli anni '60

Dal 1939 anno della prima edizione è il luogo di celebrazioni religiose nelle concentrazioni annuali dei seguaci carlisti, in ricordo dei requeté caduti nel corso della guerra civile spagnola. In questi veri e propri pellegrinaggi, in alcuni anni i partecipanti raggiunsero la cifra di 100000 persone.

#### 1976: Fatti di Montejurra

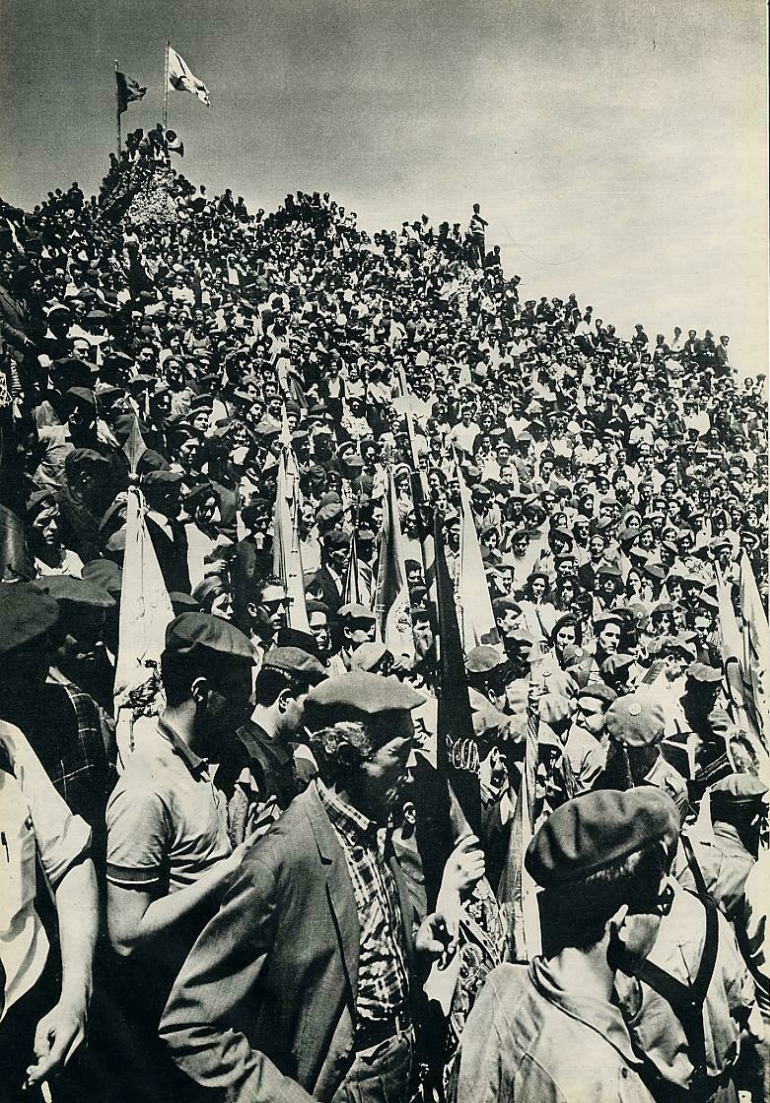
Raduno del 1966 sulla cima settentrionale del monte

Il 9 maggio 1976, pochi mesi dopo la morte del generalissimo Franco, tali celebrazioni culminarono tragicamente con morti e feriti a seguito dei fatti di Montejurra, tra le due fazioni carliste, quella tradizionalista e quella, più recente, socialista.
I morti a seguito di quegli eventi furono riconosciuti solo nel 2003 come vittime di terrorismo in quanto prima venivano banalizzati come una semplice diatriba interna tra i partitari di Sisto Enrico di Borbone-Parma e Carlo Ugo di Borbone-Parma, portatori di differenti idee politiche. Parteciparono membri dell'internazionale di estrema destra di Argentina, Francia e Italia. Tra questi ultimi vi erano Augusto Cauchi e Stefano Delle Chiaie. I pochi arrestati furono rilasciati pochi mesi dopo, nel 1977, in seguito a un'amnistia generale.
Questo fu un episodio della cosiddetta operazione Reconquista durante il periodo denominato transizione spagnola.
Dalle edizioni successive (dal 1977 a fine secolo) il numero dei partecipanti si ridusse in linea coi sempre minori risultati elettorali dei candidati carlisti.

## Vie di accesso

Mappa con percorso ad anello dal monastero di Irache alla cima del monte

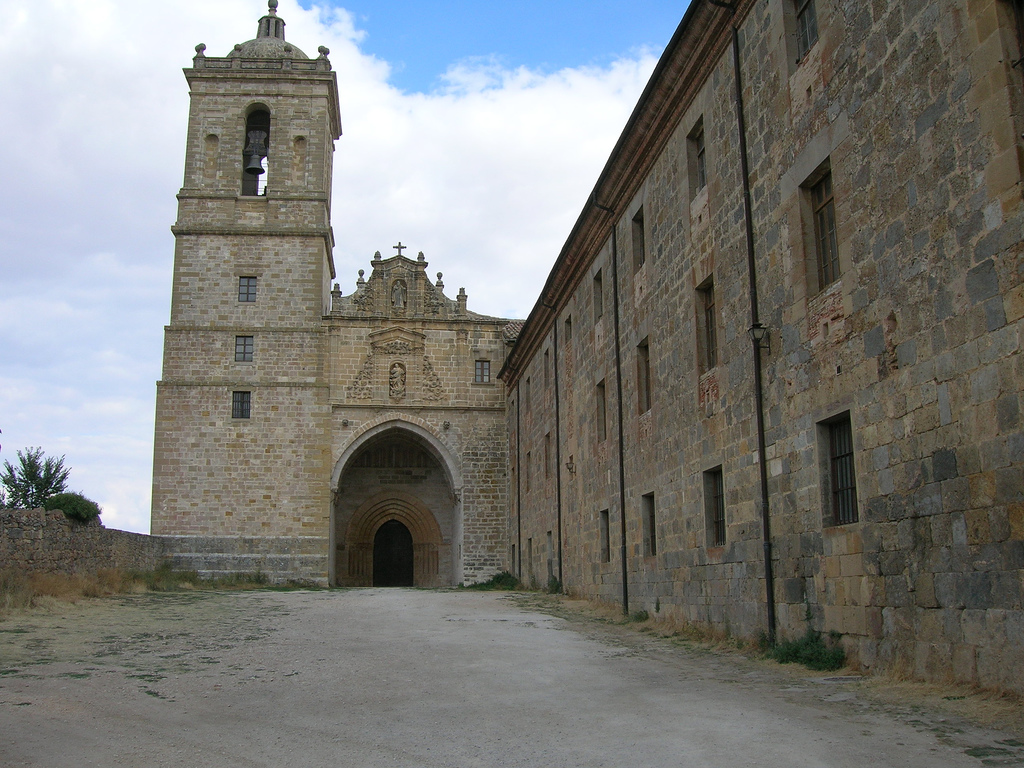
Il monastero di Irache, punto di partenza per l'ascesa

Punto di partenza per la salita è il vicino comune di Ayegui e, in particolare, il monastero di Irache. È possibile partire anche da uno degli altri 4 comuni alla base del monte tra: Aberin, Dicastillo, Estella o Iguzkiza.